# Petàurids
Els petàurids (Petauridae) són una família que inclou onze espècies de pòssum de mida mitjana, repartides en tres gèneres. Viuen a Austràlia i Papua Nova Guinea.